# Arhythmacanthidae
Arhythmacanthidae  zijn een familie van haakwormen, ongewervelde en parasitaire wormen die meestal 1 tot 2 cm lang worden.  De wetenschappelijke naam van de familie werd voor het eerst geldig gepubliceerd in 1935 door Yamaguti.

## Taxonomie
De volgende taxa worden bij de familie ingedeeld:
- Geslacht Bolborhynchoides Achmerow & Dombrovskaja, 1959
- Geslacht Hypoechinorhynchus Yamaguti, 1939
- Geslacht Megapriapus Golvan, Gracia-Rodrigo & Diaz-Ungria, 1964
- Onderfamilie Arhythmacanthinae Yamaguti, 1935
  - Geslacht Heterosentis Van Cleave, 1931
    - = Arhythmacanthus Yamaguti, 1935

  - Geslacht Spiracanthus Munoz & George-Nascimento, 2002
- Onderfamilie Neoacanthocephaloidinae Golvan, 1960
  - Geslacht Acanthocephaloides Meyer, 1932
- Onderfamilie Paracanthocephaloidinae Golvan, 1969
  - Geslacht Breizacanthus Golvan, 1969
  - Geslacht Euzetacanthus Golvan & Houin, 1964
  - Geslacht Paracanthocephaloides Golvan, 1969